# Orogenesi taconiana

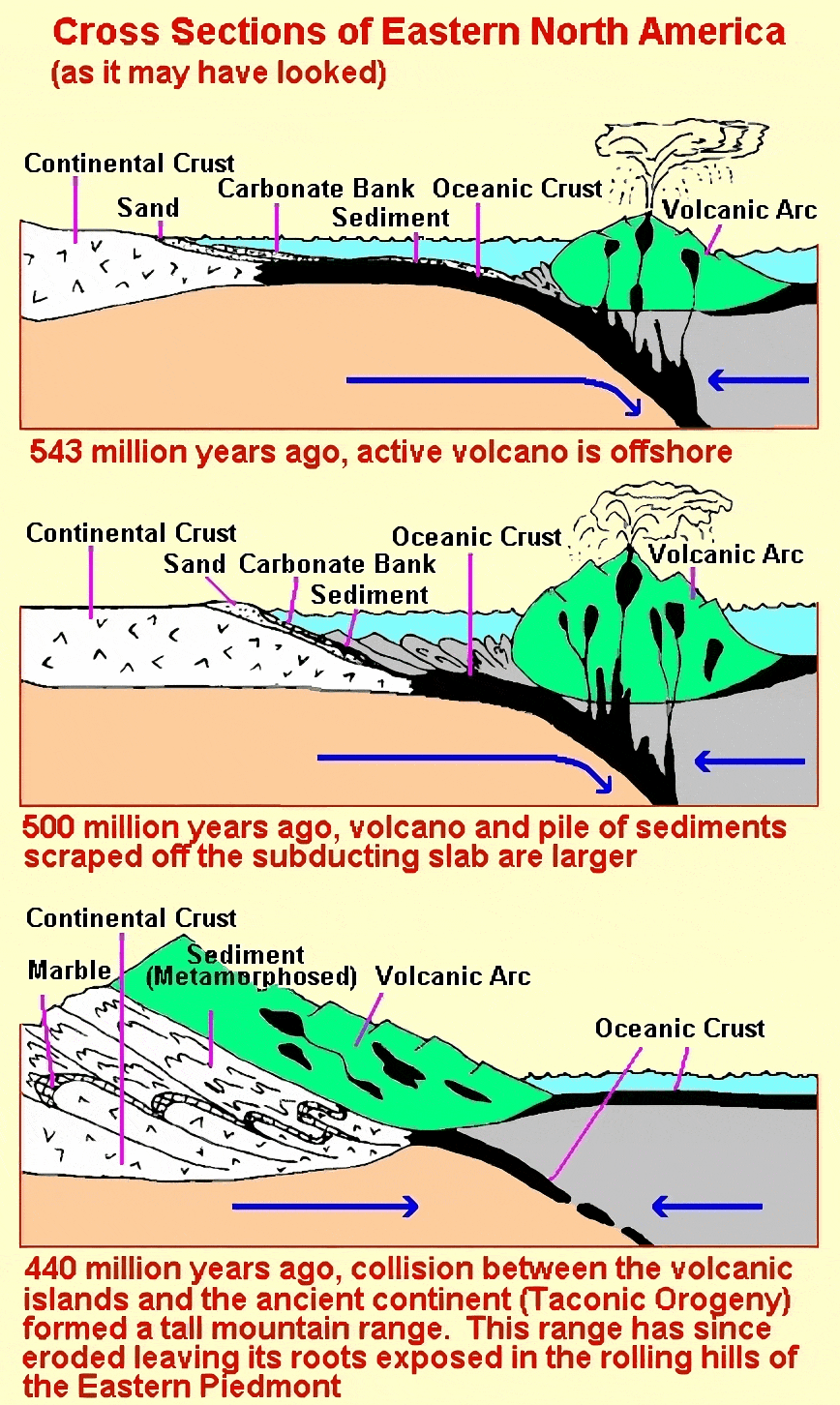
Le fasi dell'orogenesi taconiana. Fonte: USGS

L'orogenesi taconiana fu un processo orogenetico che terminò circa 440 milioni di anni fa lasciando profonde tracce nella regione degli Stati Uniti oggi chiamata Nuova Inghilterra.
L'orogenesi diede luogo alla formazione di una grande catena montuosa che dal Canada orientale scende lungo il Piedmont poco lontano dalla costa orientale degli Stati Uniti. L'erosione della catena montuosa nel corso del Siluriano e del Devoniano sparse i sedimenti sui monti Appalachi e sulla parte medio-continentale del Nord America.

## Relazione con l'orogenesi famatiniana
È stato ipotizzato che la coeva orogenesi famatiniana nella Gondwana sia la continuazione dell'orogenesi taconiana nell'attuale Sud America implicando che l'antico continente Laurentia sarebbe entrato in collisione con il margine occidentale della Gondwana nelle prime fasi del Paleozoico in seguito alla chiusura dell'oceano Giapeto. In questa visione il microcontinente Cuyania sarebbe un blocco alloctono di origine Laurentiana che è rimasto nella Gondwana.
Questa visione non è unanimemente accettata e altri ritengono che la Cuyania si sia spostata attraverso l'oceano Giapeto come microcontinente partendo dalla Laurentia e andando in accrezione sulla Gondwana.
Un terzo modello ritiene la Cuyania para-autoctona e arrivata nella sua attuale posizione in seguito a fagliazione iniziatasi non nella Laurentia ma nella Gondwana.

### Annotazioni
1. ↑  In altre parole che l'attuale margine meridionale dell'orogenesi taconiana sia stato in collegamento con quello che attualmente è il margine settentrionale dell'orogenesi famatiniana.

### Fonti
1. ↑  USGS, Valley and Ridge Province
2. ↑   Luis H. Dalla Salda, Ian W.D. Dalziel, Carlos A. Cingolani e Ricardo Varela, <1059:dttaci>2.3.co;2 Did the Taconic Appalachians continue into southern South America?, in Geology, vol. 20, 1992,  pp. 1059-1062, DOI:10.1130/0091-7613(1992)020<1059:dttaci>2.3.co;2.
3. ↑   Graciela I. Vujovich, Cees R. van Staal e William Davis, Age Constraints on the Tectonic Evolution and Provenance of the Pie de Palo Complex, Cuyania Composite Terrane, and the Famatinian Orogeny in the Sierra de Pie de Palo, San Juan, Argentina, in Gondwana Research, vol. 7, n. 4, 2004,  pp. 1041-1056, DOI:10.1016/s1342-937x(05)71083-2.